# Terratrèmol de Sichuan de 2008
El terratrèmol Sichuan de 2008 va tenir lloc al districte de Wenchuan (en xinès:汶川县; en pinyin: Wènchun Xiàn), província de Sichuan de la República Popular de la Xina a les 14:28:04 hora local (06:28:04 GMT) 12 de maig 2008.[2] Segons l'Oficina Seismologica de la Xina i la USGS, tenia una magnitud de 7.9 Mw i l'epicentre era a 90 quilòmetres a l'oest nord-oest de Chengdu, la capital de Sichuan. La seva tremolor principal ocorregué a les 14:28:04 hora local (06:28:04 UTC) del dilluns 12 de maig de 2008. Els primers informes de la magnitud del terratrèmol estaven en un interval de 7,5 a 8,0. S'enregistraven més de cinquanta-dues repliques importants amb un interval de magnitud de 4,0 a 6,0 dins de les nou hores següents del terratrèmol principal.